# Stenografia

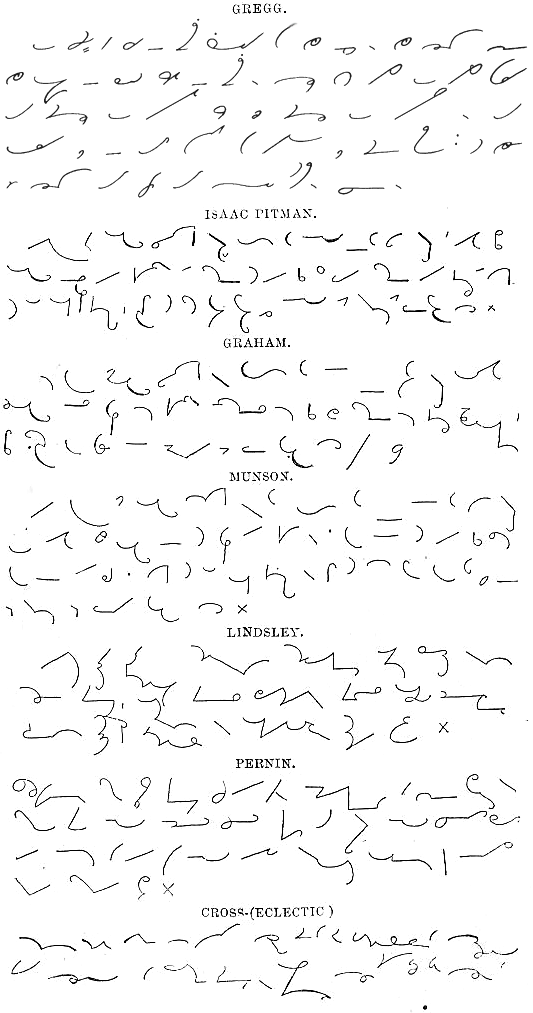
Vari metodi stenografici a confronto, rappresentati in una pubblicazione del 1897

La stenografia (dalle parole di origine greca stènos, «stretto, ristretto», e grafìa, «scrittura») è un metodo di scrittura tachigrafica, che impiega segni, abbreviazioni o simboli per rappresentare lettere, suoni, parole o frasi.
Nacque allo scopo di poter scrivere alla velocità con la quale si parla per fissare immediatamente su carta tutte le informazioni ascoltate.

## Storia
La stenografia era probabilmente già usata nell'antica Grecia ai tempi di Senofonte, mentre è ampiamente attestato il suo impiego da parte dei Romani: Marco Tullio Tirone, il segretario di Cicerone, per trascrivere i discorsi di quest'ultimo aveva infatti inventato quelle che poi furono chiamate Notae Tironianae, un sistema di circa 4000 simboli che sostituivano le radici verbali o le loro lettere finali. Secondo Dione Cassio, Mecenate fu inventore di un sistema stenografico. Questo sistema fu poi adottato per diversi secoli finché, dopo l'XI secolo, cadde quasi completamente nell'oblio.
La stenografia moderna ha inizio verso la fine del XVI secolo e si sviluppa per circa due secoli, soprattutto in Inghilterra, con l'invenzione di diversi linguaggi a base geometrica: in particolare il sistema Taylor, adattato all'italiano da Emilio Amanti, ma perfezionato da Filippo Delpino, che lo rese il primo sistema largamente impiegato in Italia, pur con i suoi difetti peraltro ereditati dal sistema inglese di origine; seguìto dal più efficiente sistema Pitman, adattato anch'esso all'italiano da Giuseppe Francini e, a Malta, da Peter Paul De Cesare.
In tempi più recenti ha avuto grande diffusione il sistema inventato dal tedesco Franz Xaver Gabelsberger nel 1834. Tale sistema si basa su tre principi: grafico, fonetico e linguistico-etimologico e si ispira al corsivismo.
Fu rapidamente adattato a molte lingue, tra cui l'italiano (nel 1863 da Enrico Carlo Noë). Il sistema si divide in tre parti: la prima riguarda la formazione delle parole; la seconda tratta dell'abbreviazione delle parole; la terza, denominata Abbreviazione logica del periodo, consente la maggiore sintesi grafico-concettuale.

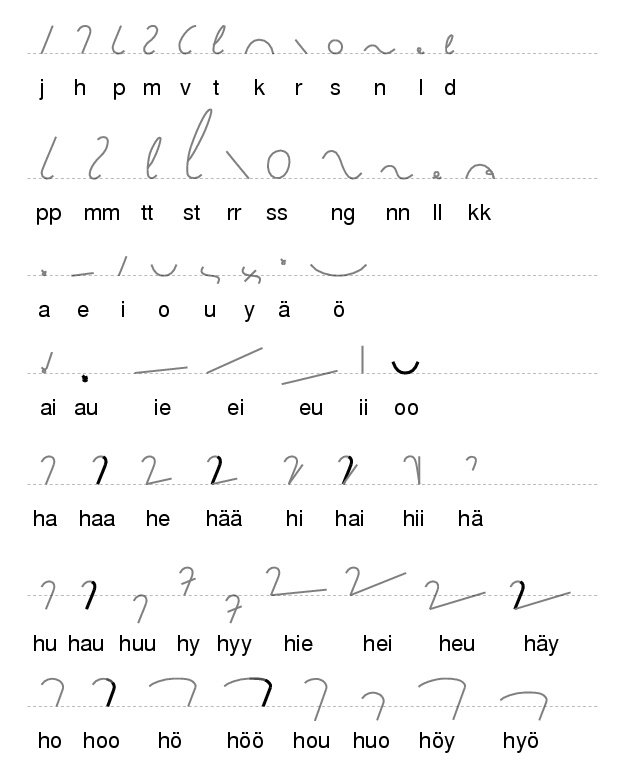
Esempi di caratteri abbreviati nel sistema finnico Neovius-Nevanlinna

Altri sistemi, detti "di Stato" perché, parimenti al sistema Gabelsberger-Noë, sono ammessi al pubblico insegnamento, sono il Meschini (di Erminio Meschini), il Cima (di Giovanni Vincenzo Cima) e lo Stenital Mosciaro (di Abramo Mòsciaro). Anche il Pitman-Francini ebbe in passato un riconoscimento ufficiale. In Alto Adige si insegnò anche la Stenografia Unitaria Tedesca (Deutsche Einheitskurzschrift); tanto per il tedesco, quanto per l'italiano nell'adattamento di Margarethe Kindl.
Nella Svizzera italiana si preferì non guardare a quanto si faceva in Italia, e venne adottato il sistema di maggiore successo nella Svizzera tedesca, ovvero lo Stolze-Schrey, adattato alla lingua italiana da Aristide Isotta. A Malta si preferì adottare una nuova versione del sistema Pitman, ad opera di Peter Paul De Cesare.
Esistono molti altri sistemi stenografici i quali, però, non hanno avuto significativa diffusione; oppure il loro impiego è stato temporaneo.
Nell'ambito dei convegni di studio organizzati ogni due anni dall'Intersteno, nei quali convengono studiosi di stenografia e stenografi pratici da tutto il mondo, si svolgono gare di stenografia alle velocità più elevate in tutte le lingue. Più volte gli stenografi italiani si sono classificati ai primi posti delle graduatorie; degno di nota è Riccardo Bruni, campione mondiale nel 1993. Un altro ente operativo nell'ambito della stenografia è l'E.U.S.I. - Ente Unitario del Segretariato Italiano.
Per interessamento di Cavour, la resocontazione stenografica fu introdotta nel 1848 nel Parlamento Subalpino. In Italia la stenografia è stata utilizzata fino al 2000 nel campo della resocontazione parlamentare per verbalizzare le Assemblee della Camera dei deputati (in cui il resoconto sommario vi è dal 1879), mentre al Senato della Repubblica si utilizza la stenotipia (in cui il resoconto sommario vi è dal 1882). Oltre al resoconto sommario, al Parlamento Italiano vi è il resoconto stenografico integrale, che a partire dal 1967 per la Camera dei deputati e dal 1983 per il Senato della Repubblica, tradizionalmente viene pubblicato il giorno successivo alla seduta.

## Sistemi di stenografia

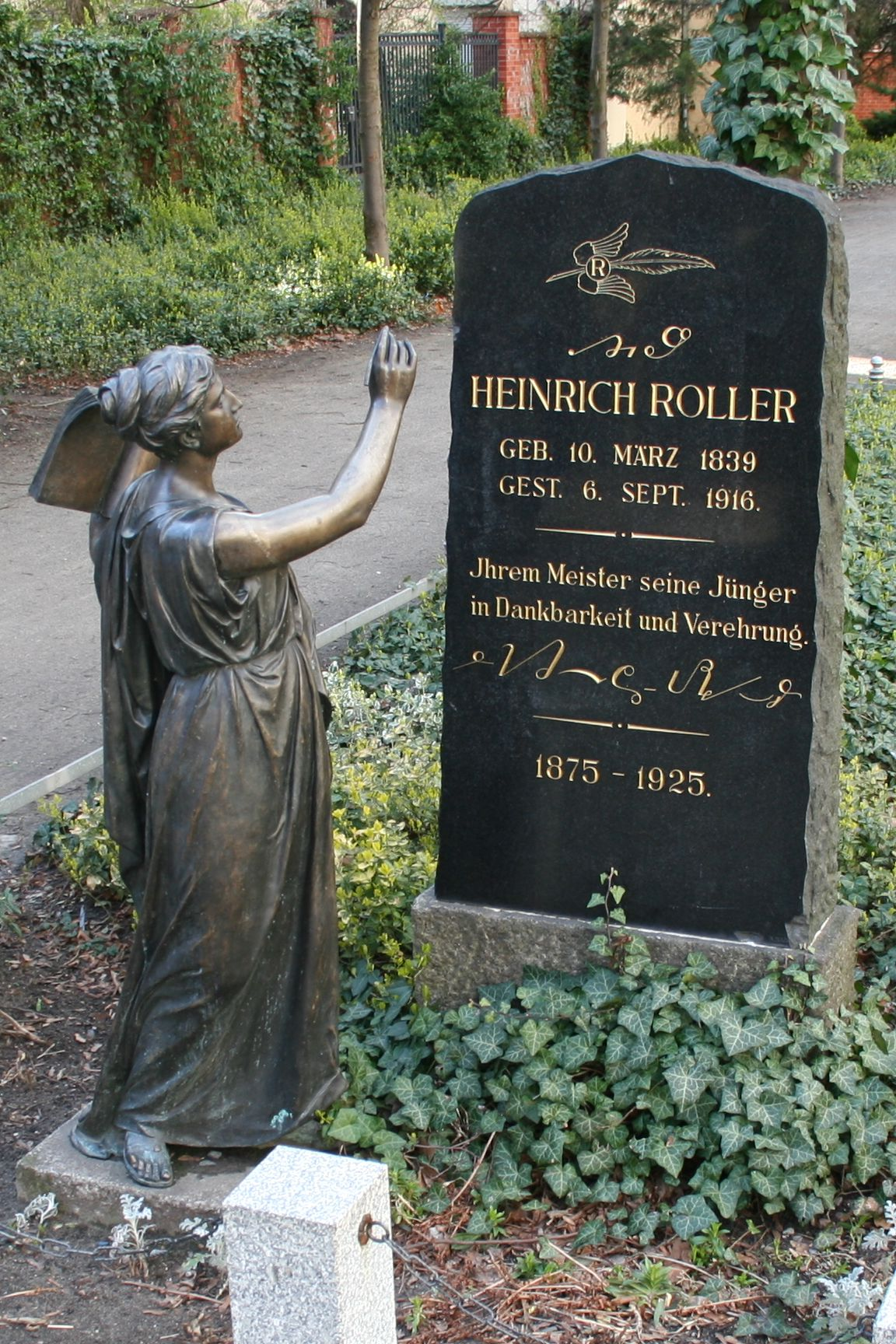
Sepolcro di Heinrich Roller, inventore tedesco di un sistema stenografico, del quale la lapide porta scolpiti alcuni caratteri.

Esistono tanti metodi e sistemi diversi di stenografia: in genere essi sostituiscono i simboli dell'alfabeto latino con segni che, per le loro forme particolari, possono essere riprodotti con maggiore celerità, per esempio linee dritte, cerchi, ecc.
I sistemi di stenografia vengono solitamente classificati in tre gruppi principali:
1. Sistemi geometrici. Appartengono a questo gruppo i primi sistemi creati nel mondo moderno dalla Scuola inglese, quali il Taylor e il Pitman; o l'italiano Marchionni. Consistono in segni geometrici per le consonanti, mentre le vocali sono in genere rappresentate da puntini e lineette.
2. Sistemi corsivi. Fanno parte di questo gruppo i sistemi tipici della Scuola tedesca, quali il Gabelsberger, lo Stolze, lo Schrey, la Stenografia Unitaria Tedesca o la Stiefografie. Consistono in segni che per le consonanti si richiamano, in modo molto semplificato, alle lettere della scrittura ordinaria corsiva; e come tali sono collegati tra di loro da un filetto di unione. Le vocali sono in genere rappresentate in modo simbolico, modificando le consonanti.
3. Sistemi misti (o geometrico-corsivi). Ne fanno parte i principali sistemi creati dagli stenografi italiani, quali il Meschini, il Cima e lo Stenital Mosciaro; nonché il loro "precursore" sistema Vegezzi. Un importante sistema misto non italiano è l'inglese Gregg, utilizzato soprattutto in Nord-America. Questi sistemi tentano di conciliare le caratteristiche dei due tipi "classici" rappresentando sia le consonanti che le vocali con segni geometrici fissi e intersecando vocali e consonanti, in alcuni sistemi con un senso di scrittura contrario, in modo che le vocali vengano a fungere di fatto da filetti di unione che dànno al tracciato un andamento corsivo.

- Si può aggiungere un quarto gruppo costituito dai sistemi che, benché biasimati dai puristi, adoperano lettere dell'alfabeto comune, generalmente per essere di più facile apprendimento. Un originale rappresentante di questo gruppo è il Dutton World Speedwords, ideato nel 1922 da Reginald J.G. Dutton (1886-1970), che combina le caratteristiche di un sistema stenografico con quelle di una lingua ausiliaria internazionale.

## La stenotipia

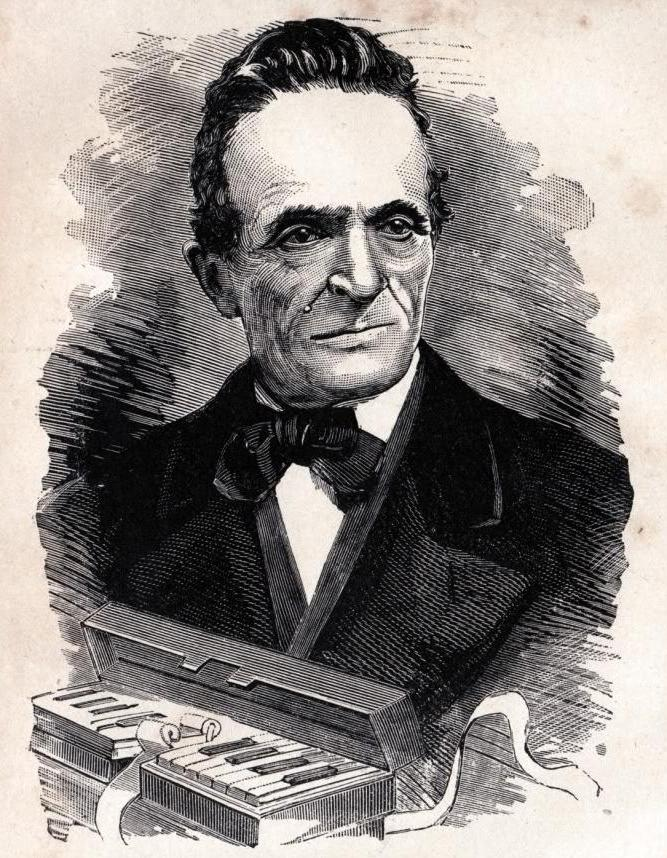
Antonio Michela Zucco

La stenotipia è parente stretta della stenografia; si basa su concetti analoghi, ma fa uso di macchine apposite. Uno dei metodi principali utilizzati in Italia è tuttora quello ideato da Antonio Michela Zucco. La sua Macchina Michela fu il primo strumento per stenotipia nel mondo che riuscì ad ottenere un uso pratico. 
Brevettata nel 1878 e adottata nel 1880 dal Senato del Regno d'Italia, è tuttora regolarmente utilizzata, in una forma perfezionata e soprattutto computerizzata, dal Senato della Repubblica italiana.